# Chen Szu-yu
Chen Szu-yu (陳思羽 - Nieuw Taipei, 1 augustus 1993) is een Taiwanees professioneel tafeltennisster. Zij speelt rechtshandig met de shakehandgreep.
Zij vertegenwoordigde haar land op de Olympische Zomerspelen van 2012, 2016 en 2020 maar won geen medailles.

## Belangrijkste resultaten
- met het team op de wereldkampioenschappen 2016.
- met het team op de wereldkampioenschappen 2022.